# Torremontalbo
Torremontalbo es un municipio de la comunidad autónoma de La Rioja (España) situado a los pies de la carretera N-232, en las proximidades de la desembocadura del río Najerilla en el Ebro. Tiene una población de 10 habitantes (INE, 2019) y una extensión de 4,96 km².

## Geografía
Integrado en la comarca de Rioja Alta, se sitúa a 28 kilómetros de Logroño. El término municipal está atravesado por la carretera nacional N-232, entre los pK 433 y 434, y por una carretera local que conecta con Baños de Ebro. El relieve del municipio es predominantemente llano, al encontrarse en la ribera derecha del Ebro y en el valle del río Najerilla. Al oeste se alza un páramo conocido como pico del Águila que supera los 500 metros de altitud. La altitud oscila entre los 530 metros al oeste (pico del Águila) y los 410 metros a orillas del Ebro. El pueblo se alza a 429 metros sobre el nivel del mar. 
| Noroeste: Baños de Ebro (Álava) | Norte: Baños de Ebro (Álava) | Noreste: Baños de Ebro (Álava) |
| Oeste: San Asensio              |                              | Este: Cenicero                 |
| Suroeste: San Asensio           | Sur: San Asensio y Cenicero  | Sureste: Cenicero              |

## Historia
La primera referencia a Montalbo tiene lugar en el siglo XI, cuando el pueblo fue donado por el señor Acenaris al Monasterio de San Millán de la Cogolla. En el siglo XIII pasó a manos de la familia navarra Estúñiga.
En el año 1790 es uno de los municipios fundadores de la Real Sociedad Económica de La Rioja, la cual era una de aquellas sociedades de amigos del país fundadas durante la ilustración.
En el año 1820 se produce una reunión de representantes de pueblos riojanos en Torremontalbo, con el fin de dotar de un marco administrativo provincial, de los que se estaban creando en la época, a la región de La Rioja. En ella se realiza un manifiesto fechado el 25 de febrero de ese mismo año exigiendo en sus propias palabras que «Los Riojanos estén unidos en una sola familia» y continúan haciendo referencia a «Los daños gravísimos que nos ha causado una dependencia tan impolítica, como desbarrada», refiriéndose, naturalmente, a la desmembración de La Rioja entre Soria y Burgos. Intendencias estas en las que entonces estaba dividida La Rioja como consecuencia de la división de España realizada por el conde de Floridablanca en el siglo XVIII y dependiendo esta localidad de la intendencia de Burgos desde su creación en 1766. Finalmente las reclamaciones serían satisfechas con la creación de una provincia para la región de La Rioja en 1822, la provincia de Logroño.
Desde el 10 de marzo de 2010 el despoblado de Somalo se desagregó de Torremontalbo y se agregó al municipio de Uruñuela, (Parlamento de La Rioja, Ley 3/2010).

### Desastre de Torremontalbo
El sábado 27 de junio de 1903 hacia las tres de la tarde, aconteció el mayor accidente ferroviario ocurrido en España hasta la fecha. El trágico suceso se cobró 44 muertos y más de 80 heridos.
El tren correo 160, de la Compañía de Ferrocarriles del Norte, formado por una locomotora de vapor, 10 coches de pasajeros y 7 vagones, salía de madrugada de Bilbao con destino a Zaragoza. En la estación de Miranda de Ebro se le añade una segunda locomotora, hecho que no queda claro del todo el por qué. Al llegar al tramo de Torremontalbo y disponerse a cruzar el puente por el que atravesaba la vía; la primera locomotora llegaba al final de este cuando algo hizo que la segunda locomotora se saliera de la vía y con ella el resto del convoy. Los vagones volcaron y con gran estrépito chocaron contra las vigas del puente y cayeron al cauce del río Najerilla. Fue tal el estruendo, que acudieron al lugar los vecinos de la localidad vecina de Cenicero para ver lo ocurrido. Una vez llegaron, se encontraron la locomotora descarrilada y bajo el viaducto un amasijo de hierros y maderas de las que salían las voces de los supervivientes. Cuentan que incluso Conchita Manso de Zúñiga, hija de los condes de Hervías, que vivía cerca, acudió en socorro de los heridos y más tarde su padre, el conde de Hervías, con criados y jornaleros. Sin pensárselo dos veces los vecinos cenicerenses rescataron en menos de nueve horas sin medios adecuados, ya que hasta la media noche no llegó el tren de Logroño con el material necesario, a casi todos los heridos, incluidos los fallecidos. Prestaron auxilio, recursos y alojamiento en sus propios domicilios a los accidentados, ya que los centros de salud y hospitales improvisados estaban desbordados, y enterraron en su cementerio los cadáveres.

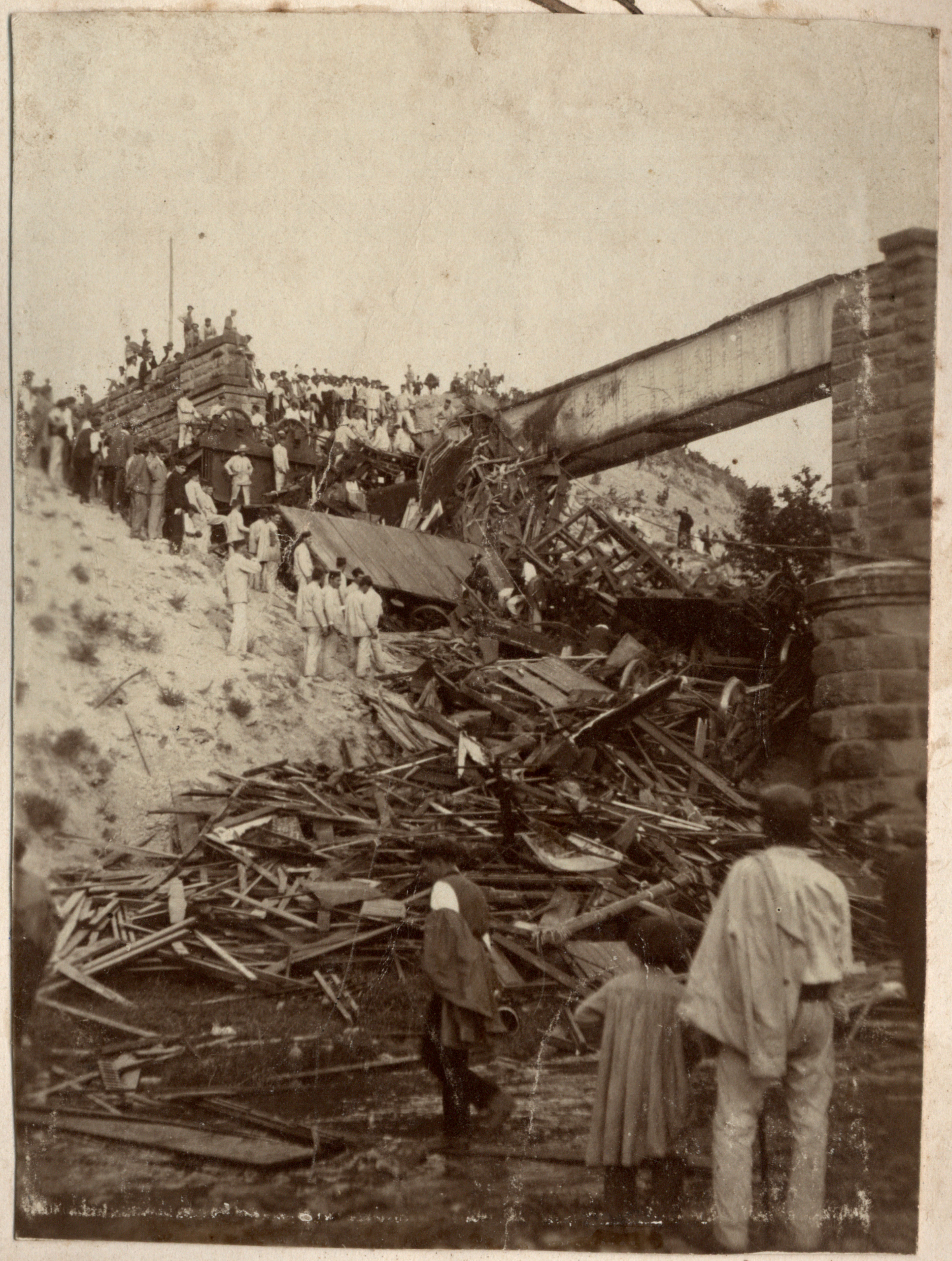
Catástrofe de Torremontalbo

Accidente de tren en Torremontalbo, La Rioja Accidente de tren en Torremontalbo, La Rioja
Según el informe pericial encargado por el juez para el juicio del caso, los motivos de tal catástrofe fueron: el puente y la vía se encontraban en muy mal estado de conservación, además consideraron que la velocidad del tren era excesiva. La investigación fue bastante pobre. Llegaron a concluir que la causa del desastre había sido el conjunto o cada uno de los factores anteriormente dichos, y que era un “milagro” que no hubiese ocurrido antes. Los contra informes en cambio dan su teoría sobre el siniestro. Lo más probable es que fallase el enganche entre las locomotoras y el movimiento repentino de vaivén resultante provocase el descarrilamiento. Finalmente se cerró el juicio sin ningún culpable y sin que se supiese a ciencia cierta las causas de la catástrofe.
Lo que es admirable de este pequeño retazo de nuestra historia, es el carácter humanitario que mostraron todos los vecinos de los alrededores sin distinción de clases, prestando toda su ayuda para atender a las víctimas del siniestro. Algunos fallecieron en dicha acción, exhaustos por sus esfuerzos como pudo ser el guardia civil perteneciente al puesto de Badarán; Manuel Castor Aguirre, al cual quiero hacerle un pequeño homenaje desde aquí, al igual que a los habitantes del pequeño municipio de Torremontalbo y Cenicero, en los que sin duda alguna aún recuerdan este suceso como si fuese ayer, tras haber pasado de generación en generación las vivencias de esas personas que un día sin más se vieron desbordadas e impotentes ante un acontecimiento de estas dimensiones para las que nunca se está preparado, y hace que florezca el verdadero carácter y sentimiento humano que realmente nos hace personas. Cenicero se ganó el título de «Ciudad Muy Humanitaria». Y en 1904 Alfonso XIII les concede el “Título de Ciudad”. Como bien dijo el escritor Mariano de Cavia “Al pasar por Cenicero hay que quitarse el sombrero”.

## Lugares de interés

### Edificios y Monumentos
- Torre de los Condes de Hervías. Construida entre los siglos XIV y XV sobre un torreón romano que protegía el río Najerilla en la vía romana entre Briones, Cenicero y Varea.
- Iglesia de Santo Domingo de Silos. Construida a finales del siglo XVIII. Está adosada a la Casa Palacio de la localidad, y cuenta con una ventana que comunica con una habitación de dicho palacio para seguir los oficios religiosos.

La torre es una construcción de planta cuadrada de 12,50 metros de lado y 2 metros de grosor de muro. Tiene planta baja y cinco pisos, aunque originalmente sólo tenía planta baja y otros tres pisos, sobre vigas de madera. Los pocos vanos originales están distribuidos en el segundo piso y en el último, tratándose de unos ventanales geminados. A comienzos del siglo XIX las almenas fueron sustituidas por un tejado a cuatro vertientes y se le añadió un ático de piedra y madera. En un pilar de la estructura de la cara oeste se conserva un escudo del siglo XVI que corresponde a la familia Zúñiga.

## Geografía humana

### Demografía
Cuenta con una población de 7 habitantes (INE 2024).
| Gráfica de evolución demográfica de Torremontalbo entre 1842 y 2021 |
| |
| Población de derecho según los censos de población del INE Población de hecho según los censos de población del INEEn este censo se denominaba Torre de Montalbo: 1842 Entre el censo de 1860 y el anterior, crece el término del municipio porque incorpora a 26505 (Somalo) |

## Administración
| Periodo   | Nombre                                                           | Partido                                          |
| --------- | ---------------------------------------------------------------- | ------------------------------------------------ |
| 1979-1983 | Iñigo Manso de Zúñiga y Guirior                                  | UCD                                              |
| 1983-1987 | Iñigo Manso de Zúñiga y Guirior                                  | Candidatura Independiente de Torremontalbo (CIT) |
| 1987-1991 | Iñigo Manso de Zúñiga y Guirior                                  | Candidatura Independiente de Torremontalbo (CIT) |
| 1991-1995 | Iñigo Manso de Zúñiga y Guirior                                  | Candidatura Independiente de Torremontalbo (CIT) |
| 1995-1999 | Iñigo Manso de Zúñiga y Guirior                                  | Candidatura Independiente de Torremontalbo (CIT) |
| 1999-2003 | Iñigo Manso de Zúñiga y Guirior/Jorge Manso de Zúñiga Ugartechea | Candidatura Independiente de Torremontalbo (CIT) |
| 2003-2007 | Jorge Manso de Zúñiga Ugartechea                                 | Candidatura Independiente de Torremontalbo (CIT) |
| 2007-2011 | Jorge Manso de Zúñiga Ugartechea                                 | Candidatura Independiente de Torremontalbo (CIT) |
| 2011-2015 | Jorge Manso de Zúñiga Ugartechea                                 | Candidatura Independiente de Torremontalbo (CIT) |
| 2015-2019 | Jorge Manso de Zúñiga Ugartechea                                 | Candidatura Independiente de Torremontalbo (CIT) |
| 2019-2023 | Jorge Manso de Zúñiga Ugartechea                                 | Candidatura Independiente de Torremontalbo (CIT) |
| 2023-act. | Jorge Manso de Zúñiga                                            | Candidatura Independiente de Torremontalbo (CIT) |

## Economía

### Evolución de la deuda viva
El concepto de deuda viva contempla sólo las deudas con cajas y bancos relativas a créditos financieros, valores de renta fija y préstamos o créditos transferidos a terceros, excluyéndose, por tanto, la deuda comercial.
Entre los años 2008 a 2014 este ayuntamiento no ha tenido deuda viva.